# Heli Austria
Heli Austria GmbH ist ein österreichisches Luftfahrtunternehmen, das vorwiegend verschiedene Lufttransporte mit Hubschraubern ausführt. Das Unternehmen ist auch unter dem ehemaligen Namen Knaus (Helicopter ...) nach dem Gründer und Vater des heutigen Inhabers Roy Knaus bekannt.

## Flotte, Unternehmensstruktur

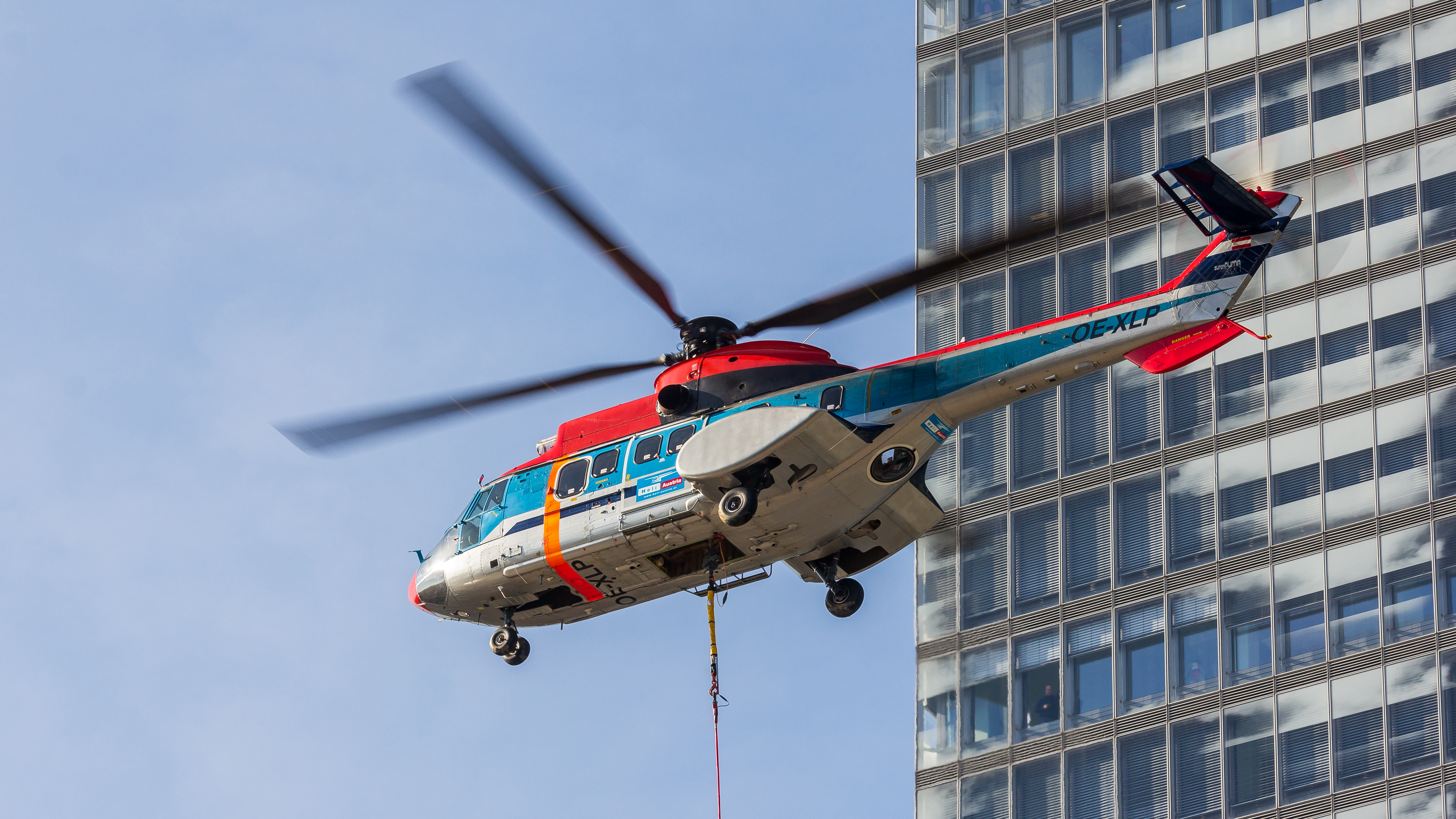
Der Helikopter OE-XLP, eine AS 332 L1 Super Puma, bei einem Montageflug von Klimatechnik am KölnTurm im Februar 2018

Das Unternehmen betreibt sowohl selbst als auch über seine Tochtergesellschaften insgesamt (Stand Oktober 2022) 42 Hubschrauber unterschiedlicher Varianten der folgenden Modelle: Robinson R22, R44, Airbus Helicopters H120, H125, H135, H145, MD Helicopters Explorer, Bell 212, Bell 412, Aérospatiale AS 332 sowie der Bölkow Bo 105. Unter dem Namen Martin Flugrettung werden Rettungshubschrauber auf Stützpunkten in Hinterglemm, Hochgurgl, Karres, Matrei in Osttirol, Sankt Johann im Pongau, Scharnstein und Bad Vöslau betrieben. Der Hauptsitz des Unternehmens befindet sich in St. Johann im Pongau.
Heli Austria GmbH (seit April 2008) ist über Flotte und Geschäftsführer mit Heli Tirol GmbH (seit Juni 2008) verschränkt. Ländle Heli ist eine Firmengründung aus 2009, Martin Flugrettung zumindest ein Markenname.

## Geschichte
Erster Vorgänger des Unternehmens war die Ritter trade & aviation Consulting GmbH. Ab 1984 wurden unter Mitnutzung der Konzession von Niki Lauda Transporte mit einem Hughes 530 F angeboten. 1987 erwarb das Unternehmen den ersten eigenen Hughes 500D, dem bis 1988 zwei weitere folgten. 1997 starb der Gründer der mittlerweile als Knaus Helicopter GmbH firmierenden Unternehmens, Johann Knaus, bei einem Flugunfall. Dessen Sohn Roy Knaus übernahm das Unternehmen und wurde Alleineigentümer. Seit 1992 betreibt das Unternehmen Rettungshubschrauber. 2007 meldete das Unternehmen Insolvenz an, es kam zum Ausgleich und einer Weiterführung unter dem Namen Heli Austria GmbH.
Im Jahr 2016 eröffnete Heli Austria eine Betriebsstätte in Italien mit Sitz in Meran und ist seither in der Waldbrandbekämpfung in Sardinien mit einer AS332 L Super Puma in den Sommermonaten im Einsatz.
Im September 2019 gibt das Unternehmen bekannt, sich auch in Griechenland, das über keine Flugrettungsorganisation verfügt, sich in verschiedenen Bereichen wie Transferflügen zwischen den Inseln oder im Grenzgebiet mit vier Hubschraubern zu engagieren.
Im Jahr 2021 war das Unternehmen mit seinem Super Puma mit einem 4000-Liter-Wassertank auch im Waldbrandgebiet bei Antalya und Belek mit eingesetzt. Angefordert wurde das Fluggerät durch den WWF Türkei.

## Standorte der Rettungshubschrauber
| Standort             | Bundesland       | ICAO-Code | Lage                | Rettungsheli- Funkrufname | Betreiber                      |
| -------------------- | ---------------- | --------- | ------------------- | ------------------------- | ------------------------------ |
| St. Johann im Pongau | Salzburg         | LOSJ      | 47.394037 13.221654 | Martin 1                  | Heli Austria                   |
| Karres               | Tirol            | LOJP      | 47.219028 10.769203 | Martin 2                  | Heli Tirol                     |
| Scharnstein          | Oberösterreich   | LOLC      | 47.898611 13.939444 | Martin 3 3                | Heli Austria                   |
| Matrei in Osttirol   | Tirol            | LOMM      | 46.991825 12.541708 | Martin 4                  | Heli Tirol                     |
| Bad Vöslau           | Niederösterreich | LOAV      | 47.963 16.25231     | Martin 5                  | Heli Austria                   |
| Hinterglemm          | Salzburg         | LOSH      | 47.366415 12.59672  | Martin 6                  | Wolf Helikopter / Heli Austria |
| Mayrhofen            | Tirol            | LOJM      | 47.177643 11.866868 | Martin 7                  | Heli Tirol                     |
| Hochgurgl            | Tirol            | LOJH      | 46.91119 11.053609  | Martin 8                  | Heli Tirol                     |
| St. Johann im Pongau | Salzburg         | LOSJ      | 47.326382 13.393791 | Martin 10 2               | Heli Austria                   |

## Zwischenfälle
Seit der Unternehmensgründung ereigneten sich folgende Zwischenfälle:
- Am 21. April 1992 stürzte ein Hubschrauber in Pfarrwerfen im Pongau ab.
- Am 29. September 1995 stürzte ein Hubschrauber am Krippenstein ab.
- Am 17. November 1997 stürzte eine Alouette III aufgrund eines technischen Gebrechens im Grossarltal ab, der Firmengründer Johann Knaus starb, sein Sohn wurde schwer verletzt.[9]
- Am 19. November 2002 stürzte ein Hubschrauber beim Lawinensprengen ab.
- Am 25. Februar 2004 stürzte ein Rettungshubschrauber des Unternehmens ab, die Patientin starb, Notarzt und Sanitäter wurden schwer, der Pilot leicht verletzt.[10]
- Am 24. Juni 2004 stürzte ein Hubschrauber des Typs Bell 205 bei Transportarbeiten ab, der Pilot starb.[11]
- Am 5. September 2005 verlor ein Hubschrauber über Sölden einen 750 Kilogramm schweren Betonkübel. Dieser traf eine Gondel der Schwarze-Schneid-Bahn. Neun Fahrgäste der Seilbahn kamen zu Tode.
- Am 31. Oktober 2007 stürzte ein MD 900 Explorer des Unternehmens auf dem Flugplatz Bad Vöslau ab. Der Hubschrauber wurde schwer beschädigt, die Piloten kamen mit dem Schrecken davon.[12]
- Am 7. Mai 2009 verlor ein Hubschrauber bei einem Außenlasttransport im Ötztal rund eine Tonne Holz. Die Last traf ein Wirtshaus, es gab keine Verletzten.[13] Dem Unternehmen wurde daraufhin zeitweise die Genehmigung für Außenlandungen in Tirol entzogen.[14]
- Am 23. Juli 2010 stürzte ein Hubschrauber bei Dienten ab, der Pilot kam ums Leben.[15]
- Am 9. März 2011 geriet ein Rettungshubschrauber nach dem Abheben an der Universitätsklinik Innsbruck außer Kontrolle, konnte jedoch sicher am Innsbrucker Flughafen landen.[16]
- Am 29. April 2012 wurde am Großvenediger bei einem Bergrettungseinsatz ein Bergeseil, an dem drei Personen hingen, während des Fluges von der Hubschrauberbesatzung ausgeklinkt. Ein Alpinpolizist starb, zwei Bergretter wurden verletzt.[17][18]
- In der Abenddämmerung des 1. August 2017 am Großglockner etwas unterhalb der Erzherzog-Johann-Hütte beim Start mit einem soeben verladenen Patienten stürzte ein knapp über dem Boden und nahe einem steilen Felsabfall schwebender MD902 um. Dieser drehte um seine Hochachse, berührte den Boden, kippte zur Seite und schlug sich die Rotorblätter am Boden ab. Niemand der 3 Insassen, sondern nur der Notarzt, außerhalb und ursprünglich neben der Ladetür des Helis wurde leicht beschädigt.[19][20]
- Am 12. Februar 2018 wurde der Rettungshubschrauber Martin 6 zu einem Einsatz im Schigebiet Großglockner Resort Kals–Matrei in Matrei in Osttirol gerufen, bei der Landung setzte der Hubschrauber vom Typ Airbus Helicopters H135 T3s mit dem Heck auf und wurde beschädigt. Weder der Pilot, Flugretter noch die zu bergende Person wurden verletzt. Die zu bergende Person wurde durch einen anderen Notarzthubschrauber geborgen.[21]
- 5. September 2023, abends stürzte ein Heli Airbus H-125 bei Dunkelheit in Italien im Tal Valgerola auf 1.700 Höhe ab. Er war in Livigno, Provinz Sondrio, Lombardei gestartet und in Richtung Caiolo (mit Flugplatz) Nähe Sondrio unterwegs. Der sehr erfahrene Schweizer Pilot (62) wurde sehr schwer verletzt, die beiden italienischen Flughelfer weniger schwer.[22]